# Kilbotnbucht
Die Kilbotnbucht („Kilbotnbuka“) ist eine Meeresbucht bei Kilbotn auf der Insel Hinnøya in Nordnorwegen. Sie liegt auf dem Gebiet der Kommune Harstad im Fylke (Provinz) Troms etwa 10 km südlich der Stadt Harstad.

## Geographie
Die Kilbotnbucht ist eine Ausbuchtung des Vågsfjords in dessen südwestlichem Teil, unweit nördlich der Einfahrt vom Vågsfjord in den Tjeldsund, der zum Ofotfjord und damit nach Narvik führt. Sie erstreckt sich auf etwa 3 km Länge von Nordosten nach Südwesten und weitet sich von ihrer nur etwa 500 m breiten Einfahrt im Nordosten nach Süden hin allmählich bis auf etwa 1,5 km aus.
Die Reichsstraße 83 (Riksvei 83, Rv83), die von der 1967 fertiggestellten Tjeldsundbrücke (1007 m lang, lichte Höhe 41 m über dem Wasserspiegel) und damit von der Europastraße 10 nach Harstad führt, verläuft unweit der Bucht entlang ihrem westlichen Ufer.

## Geschichte
Die Kilbotnbucht bildet einen guten natürlichen Hafen, und die deutsche Kriegsmarine unterhielt während des Zweiten Weltkriegs ab Oktober 1944, als die Wehrmacht den Norden Norwegens räumen musste und weiter südwestlich am Lyngenfjord die sogenannte „Lyngenlinie“ (bzw. Lyngenstellung) einrichtete, dort einen von Hammerfest dorthin verlegten U-Boot-Stützpunkt, von dem aus ihre U-Boote die alliierten Nordmeergeleitzüge angreifen konnten. In der Kilbotnbucht wurden am 4. Mai 1945, beim letzten alliierten Luftangriff des Kriegs in Europa (Operation Judgement), das Wohn- und Depotschiff Black Watch, das U-Boot U 711 und das Versorgungsschiff Senja durch trägergestützte Torpedo- und Jagdbomber des Fleet Air Arm der Royal Navy versenkt.